# Josef Gabriel (politician)
Josef Gabriel (n. 27 ianuarie 1880, Carani, România – d. 25 august 1959, Anina, Caraș-Severin, România) a fost un om politic (UDVP, DSVP) și fost deputat al Camerei Deputaților din România.

## Educație și carieră
Josef Gabriel a fost fiul poetului și agricultorului Josef Gabriel. A urmat cursurile gimnaziului din Seghedin între 1891 și 1899, iar după absolvire a studiat dreptul la Universitatea din Budapesta, Universitatea din Cluj-Napoca și la Universitatea din Marburg între 1899 și 1903. În 1903 a obținut titlul de doctor în drept la Cluj-Napoca. Între 1903 și 1907 a lucrat ca asistent la cabinetul de avocatură al lui Ludwig Kremling⁠(d) din Biserica Albă. Din 1907 până în 1948 a activat ca avocat independent la Timișoara.

## Politică
Josef Gabriel a aderat la UDVP și a fost discutat ca posibil candidat parlamentar pentru UDVP în 1909. În 1914, a devenit membru al consiliului de administrație al Asociației Fermierilor Agricoli din Ungaria de Sud. În 1918, a devenit membru al Partidului Popular Germano-Suab, care a militat pentru unirea Banatului cu România. Între 13 și 14 noiembrie 1918, a fost unul dintre reprezentanții germanilor la discuțiile româno-maghiare privind Banatul, iar la 15 august 1919 a făcut parte din delegația șvabilor bănățeni care a prezentat guvernului român rezoluția de anexare din 10 august 1919.
La alegerile din 2 aprilie 1919, a fost ales deputat în Camera Deputaților din circumscripția Noul Arad, unde s-a alăturat grupului parlamentar al Partidului German. A fost deputat până în 1922. În calitate de membru al Comitetului de Tracțiune Populară al Partidului Popular German și autor în ziarul Die Wacht al acestuia, și-a câștigat reputația de radical.
Între 1926 și 1941 a fost președinte al Asociației Culturale Germano-Șvabe din Banat și a colaborat la publicația Banater Deutsche Kulturhefte. Între 1929 și 1938, Josef Gabriel a fost consul onorific al Republicii Austria la Timișoara. Între 2 și 21 septembrie 1927 a fost primar al Timișoarei.

## Persecuția și anii târzii
În 1948, autoritățile comuniste i-au interzis lui Josef Gabriel să-și exercite profesia, iar între 1951 și 1953 a fost deținut.